# 人生×僕=
『人生×僕=』（ジンセイカケテボクハ）は、2013年3月6日に発売されたONE OK ROCKの6枚目のアルバム。

## 解説
前作『残響リファレンス』から、約1年5か月ぶりとなるオリジナルアルバム。
シングルからは「The Beginning」、「Deeper Deeper」、「Nothing Helps」の3曲が収録された。
初回限定盤（AZZS-15）と通常盤（AZCS-1024）の全2種でリリースされ、初回限定盤にはシークレットトラック（お遊びトラック）が収録されている。また、初回限定盤は「DVD付初回限定スペシャルパッケージ」で、DVDには「The Beginning」と「the same as...」のスタジオセッションの模様がドキュメントムービーとして収録されている。
初回限定盤と初回仕様の通常盤（AZCS-1024X）には、リリースの約2ヶ月後から始まる全国ツアー『ONE OK ROCK 2013 “人生×君=”TOUR』先行抽選予約のチラシが封入されている。
タイトル「人生×僕=」はTakaの人生のテーマ・方程式であり、それを「アルバムのタイトルにすることで決意表明をし、その決意と共に残りの人生を歩いていく中で、変にかっこつけずに付けた。」と語っている。
また、Takaは「前前作『Nicheシンドローム』で速さとスピード感と爆発力を覚えて、前作『残響リファレンス』でそれらを抑えて我慢を覚えて、今作では激しい音を気持ちよく聴かせることができた」と感じ、今作は「やっと自由に表現ができたアルバム」と語っている。
本作のミックスを、米国人のジョン・フェルドマンに依頼しているが、当初メンバーには、自分らの作品をどういうふうにいじられるかわからないという恐怖があったという。しかしTakaが、このタイミングで次の挑戦をしなければ、守りに入るバンドになると思い、それで、結果として良いものができたと語っている。
2017年02月13日付の週間アルバムチャート(オリコン)で、チャートイン回数が200回を達成した。これで『Nicheシンドローム』に続き、チャートインが200回を達成したアルバムは2作となった。
B'zの松本孝弘が雑誌で『アーティストが選ぶ今年の名盤』のひとつとして本作を選出。「日本も彼らのようなRock Bandが出てくるようになったんですね。歌、演奏、楽曲共に素晴らしい。」とコメント。

## 収録曲
1. Introduction 〜Where idiot should go〜[1:12]
作曲：Toru　編曲・プログラミング：Toru/akkin
2. Ending Story??[4:15]
作詞：Taka　作曲：Toru/Taka　編曲：ONE OK ROCK　編曲・ストリングスアレンジ：akkin
3. ONION![3:18]
作詞・作曲：Taka　編曲：ONE OK ROCK・akkin
4. The Beginning[4:52]
作詞・作曲：Taka　編曲：ONE OK ROCK・akkin
  - ワーナー・ブラザース映画配給映画『るろうに剣心』主題歌
5. Clock Strikes[3:55]
作詞：Taka　作曲：Toru/Taka　編曲：ONE OK ROCK・akkin
  - このアルバムのリード曲
  - PS4™/PS3®専用ソフト『龍が如く 維新!』主題歌
6. Be the light[5:38]
作詞・作曲：Taka　編曲：ONE OK ROCK・akkin
  - 東映配給映画『キャプテンハーロック -SPACE PIRATE CAPTAIN HARLOCK-』主題歌
  - 演奏時間がONE OK ROCK史上最長。
  - 2013年3月11日、YouTubeのONE OK ROCKオフィシャルチャンネルにてミュージックビデオが公開された。英語字幕、日本語字幕、フランス語字幕、中国語字幕、スペイン語字幕、ポルトガル語字幕、字幕無しの合計7種類で、いずれのバージョンも内容自体は同じ。
7. Nothing Helps[4:46]
作詞：Taka　作曲：ONE OK ROCK　編曲：ONE OK ROCK・akkin
  - PS3/Xbox 360用ソフト「DmCデビルメイクライ」イメージソング
  - シングル版とはアレンジが異なっている。
8. Juvenile[3:58]
作詞・作曲：Taka　編曲：ONE OK ROCK・akkin
  - 元々のタイトルは「ジェイソン」であった。
  - デモはNicheシンドロームの時期にできていた。
9. All Mine[4:36]
作詞・作曲：Taka　編曲：ONE OK ROCK　編曲・ストリングスアレンジ：akkin
  - Takaによる歌唱とピアノ、ストリングスでの伴奏のみで構成されている。
10. Smiling down[4:24]
作詞：Taka　作曲：Toru/Taka　編曲：ONE OK ROCK・akkin
  - 2012年末に急逝したPay money To my PainのKへの追悼の歌と言われている。
11. Deeper Deeper[3:36]
作詞：Taka　作曲：Tomoya/Ryota　編曲：ONE OK ROCK・akkin
  - スズキ「スイフト スポーツ」CMソング
12. 69[4:37]
作詞：Taka　作曲：ONE OK ROCK　編曲：ONE OK ROCK・akkin
  - 「ロック」と読む。
  - 「アルバムに足りないものは何か。」という感覚の下に作られた楽曲で、このアルバムのアンサーソングである [8] 。収録曲の中では最後に出来上がった[8]。
  - サビ以外はTakaによる語りで構成されている。また終わりに差し掛かる部分で、歌詞カードに記載されていない語りも含まれている。
13. the same as...[16:16]（初回限定盤）[4:36]（通常盤）
作詞・作曲：Taka　編曲：ONE OK ROCK・akkin
  - ショウゲート配給映画「グッモーエビアン!」主題歌
  - 初回限定盤のみ、楽曲の後に約1分30秒程の空白があり、6分9秒(「ロック」へのこだわりからの語呂合わせ)あたりからシークレットトラック「ONE OK ROCK劇場」が収録されている。

### DVD収録曲
※初回限定盤のみ

『STUDIO JAM SESSION』
1. The Beginning
2. the same as...

## 参加ミュージシャン
- 皆川真人：Piano（#4,6,9,10）
- 浦清英：Piano（#13）
- 岡村美央：1st Violin（#2）
- 吉田翔平：2nd Violin（#2）
- 菊池幹代：Viola（#2）
- Robin Dupuy：Cello（#2）
- 竹下欣伸：Contrabass（#2）
- 笠原あやの：Cello（#9）
- 増本麻理：Cello（#9）